# رست این پیس
رِست این پیس (در انگلیسی: Rest in peace) به‌معنی آرام گرفتن در صلح یا آرامش، یک اصطلاح در زبان انگلیسی است که برای تسلیت گفتن به‌کار می‌رود و معمولا به صورت مخفف «R.I.P» روی سنگ قبر مسیحیان نوشته می‌شود. در زبان فارسی معمولاً گفته می‌شود «روحَش شاد».

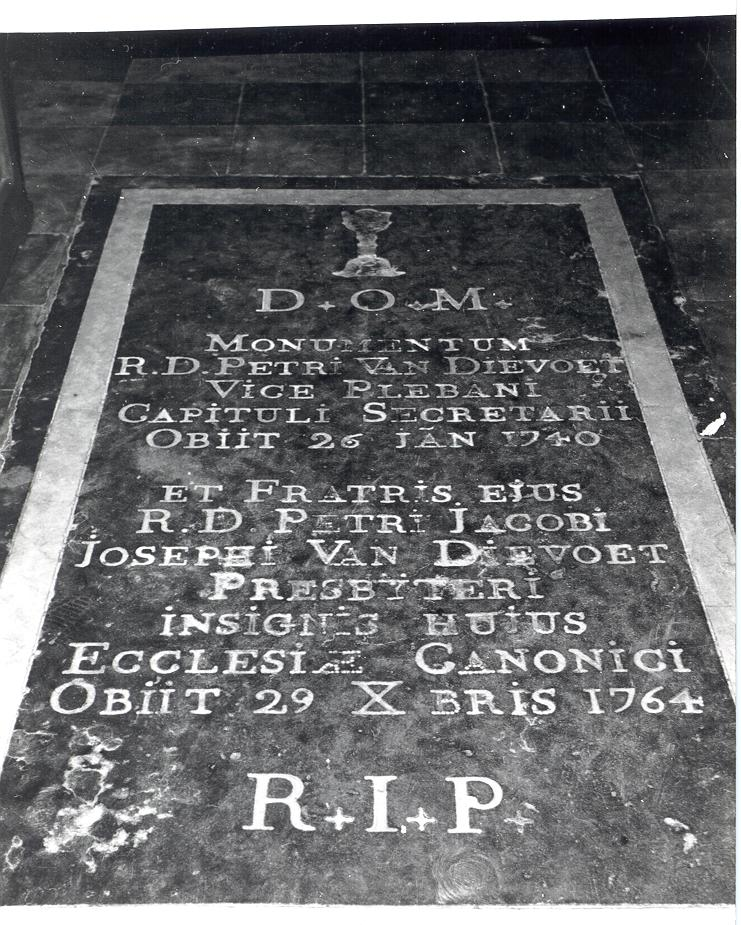
عبارت «رِست این پیس» بر روی یک سنگ‌مزار

## ریشه
ریشهٔ این اصطلاح به دعای لاتین رِکوئی‌اِسکات این پاچه ( requiescat in pace) به معنای «باشد که او در آرامش آرام‌گیرد» باز می‌گردد.